# Краль, Антон
Антон Себастиан Краль (швед. Anton Sebastian Kralj; род. 12 марта 1998, Malmö S:t Pauli församling, Сконе) — шведский футболист, защитник «Хаммарбю».

## Клубная карьера
Футболом начал заниматься в клубе «Кварнбю». В 12-летнем возрасте перешёл в академию «Мальмё». В его составе выступал за различные юношеские команды. Осенью 2014 года  принимал участие в групповом этапе Юношеской лиге УЕФА, на котором сыграл пять матчей. В матче с итальянским «Ювентусом» в конце встречи заработал две жёлтых карточки и был удалён с поля. 21 июля 2017 года на правах аренды до конца сезона перешёл в «Ефле». Первую игру за новую команду провёл 22 июля в гостях против «Варберга», появившись на поле в середине второго тайма вместо Йенса Портина. Перед следующим сезоном аренда Краля была продлена ещё на один год, по итогам которого команда покинула Суперэттан.
31 января 2019 года Краль отправился в Норвегию, подписав контракт с местным «Саннефьордом», по итогам предыдущего сезона вылетевший в первый дивизион. Впервые в футболке норвежской команды появился на поле в игре первого тура против «Рёуфосса», выйдя на замену в конце второго тайма. В общей сложности Краль принял участие в 29 встречах сезона из 30, в которых забил один мяч, чем помог своей команде занять второе место в турнирной таблице и вернуться в высший дивизион. 7 апреля 2019 года дебютировал в чемпионате Норвегии в гостевом поединке с «Оддом».
11 января 2021 года вернулся в Швецию, подписав в статусе свободного агента контракт с новичком Алльсвенскана «Дегерфорсом». Срок соглашения рассчитан на два года. 14 марта в четвертьфинальном матче кубка Швеции с «Вестеросом» провёл первую игру за основной состав, появившись в дополнительное время вместо Йонатана Тамими. 12 апреля в игре с АИК дебютировал в чемпионате Швеции.

## Карьера в сборных
В составе юношеской сборной Швеции принимал участие в чемпионате Европы в Азербайджане. На турнире провёл все четыре матча команды. По итогам группового этапа сборная Швеции вышла в плей-офф, где в четвертьфинальном матче уступила с минимальным счётом Нидерландам.
18 ноября 2020 года дебютировал за молодёжную сборную в матче отборочного турнира к чемпионату Европы с Италией. Краль вышел в стартовом составе и в середине первого тайма получил жёлтую карточку. В начале второй половины игры уступил место на поле Максу Свенссону.

## Личная жизнь
Его мать, Анна Альстрём, в прошлом также футболистка. В составе «Мальмё» становилась чемпионкой Швеции в 1986 году.

## Клубная статистика
| Выступление      | Выступление      | Выступление      | Лига | Лига | Кубки | Кубки | Конт. кубки | Конт. кубки | Итого | Итого |
| Клуб             | Лига             | Сезон            | Игры | Голы | Игры  | Голы  | Игры        | Голы        | Игры  | Голы  |
| ---------------- | ---------------- | ---------------- | ---- | ---- | ----- | ----- | ----------- | ----------- | ----- | ----- |
| Ефле             | Суперэттан       | 2017             | 16   | 0    | 1     | 0     | 0           | 0           | 17    | 0     |
| Ефле             | Суперэттан       | 2018             | 28   | 2    | 3     | 0     | 0           | 0           | 31    | 2     |
| Ефле             | Итого            | Итого            | 44   | 2    | 4     | 0     | 0           | 0           | 48    | 2     |
| Саннефьорд       | ОБОС-лига        | 2019             | 29   | 1    | 1     | 0     | 0           | 0           | 30    | 1     |
| Саннефьорд       | Элитсерия        | 2020             | 22   | 0    | 0     | 0     | 0           | 0           | 22    | 0     |
| Саннефьорд       | Итого            | Итого            | 51   | 1    | 1     | 0     | 0           | 0           | 52    | 1     |
| Дегерфорс        | Алльсвенскан     | 2021             | 19   | 0    | 0     | 0     | 0           | 0           | 19    | 0     |
| Дегерфорс        | Итого            | Итого            | 19   | 0    | 1     | 0     | 0           | 0           | 20    | 0     |
| Всего за карьеру | Всего за карьеру | Всего за карьеру | 114  | 3    | 6     | 0     | 0           | 0           | 120   | 3     |